# Marionette (film 1939)
Marionette è un film del 1939 diretto da Carmine Gallone che ne diresse anche la versione tedesca dal titolo Dir gehört mein Herz.

## Trama
Una giornalista tedesca scopre la voce fantastica di un contadino ignara del fatto che l'uomo è un famoso tenore in incognito.

## Produzione
Prodotto da Alberto Giacalone per ITALA Film, il film fu girato a Cinecittà, il teatro di marionette che appare nel film è di Yambo (Enrico Novelli). Il film è stato girato in doppia versione, italiana e tedesca. La pellicola uscì nelle sale in prima proiezione il 26 gennaio 1939.
Fu il film d'esordio, come comparsa, per Marcello Mastroianni.